# Abdul Reza Pahlavi
Abdul Reza Pahlavi född 19 augusti 1924 i Teheran, Persien, död 11 maj 2004 i Florida, USA, var en iransk prins, halvbror till Mohammad Reza Pahlavi och tillhörde Pahlavidynastin. Han tillhörde därmed Irans kungahus och var prins i Iran innan monarkin störtades.

## Politiska uppdrag
Abdul Reza Pahlavi var chef för landets plan- och budgetorganisation mellan åren 1954 och 1955. Han fungerade som ordförande för det Harvardanslutna centret för managementstudier i Iran från 1969 till 1979. Han ledde också det högsta rådet för naturvård och det internationella rådet för bevarande av vilt och vilda djur. 

## Åsikter om shiitiska islamister
På 1940-talet skakades Iran av flera mord på framstående politiker och författare, däribland premiärminister Abdolhosein Hazhir och islamkritikern Ahmad Kasravi, utförda av den islamistiska terrororganisationen Fedayan-e eslam. Abdul Reza Pahlavi uppmanade Mohammad Reza Pahlavi att med järnhand krossa den religiösa extremismen på samma sätt som hans far Reza Pahlavi gjort. Han hävdade till och med att mord på islamistledare var ett legitimt sätt att rensa landet från religiös extremism och ansåg att en sådan strategi var nödvändig för Irans politiska och sociala utveckling.

## Jaktintresse
Abdul Reza Pahlavi var en entusiastisk jägare och idrottsman under hela sitt liv. Han var grundare och ordförande för "International Foundation for the Conservation of Game" (IGF) i Paris, en grupp som främjar bevarandet av vilda djur och ansvarsfull jakt i utvecklingsländer. Han hjälpte också till med skapandet av Irans första jaktlagar och tillsynsmyndighet för jakt och hjälpte till att etablera mer än tjugo miljoner hektar naturreservat i landet. Myndigheten bekämpade tjuvjägare och etablerade ett omfattande program för förvaltning av storvilt. Han var dessutom ansvarig för att Iran införde omfattande lagar för att specifikt skydda utrotningshotade arter såsom kaspisk tiger, persisk vildåsna (Equus hemionus onager), persisk leopard och persiska dovhjortar från utrotning.

## Utmärkelser
- Riddare av Serafimerorden, 24 november 1970.[3]